# Billbergia amandae
Billbergia amandae är en gräsväxtart som beskrevs av Wilhelm Weber. Billbergia amandae ingår i släktet Billbergia och familjen Bromeliaceae. Inga underarter finns listade i Catalogue of Life.